# أولها إلكيف
إلكيف أولها فاوستينيفنا (بالأوكرانية: Ільків Ольга Фаустинівна) (وُلِدَت في 21 يونيو 1920 - تُوفيت في 6 ديسمبر 2021) كانت ضابطة ارتباط أوكرانية في جيش التمرد الأوكراني. اُشتُهِرَت في أوكرانيا بكونها ضابطة الاتصال للقائد العام للجيش الأوكراني المتمرّد رومان شوخيفيتش.
قضت إلكيف 14 عامًا في السجون السوفياتية. حصلت إلكيف في عام 2008 على وسام الأميرة أولغا من الدرجة الثالثة.

## السيرة الذاتية
وُلِدت إلكيف في 21 يونيو 1920 في ستري، والتي أصبحت بعد ذلك جزءاً من الجمهورية البولندية الثانية بعد توقيع معاهدة وارسو. يُدعى والدها فوستين إلكيف ووالدتها هي روزاليا كاترينا (ني كوتسور).